# اولیویرو گارلینی
اولیویرو گارلینی (انگلیسی: Oliviero Garlini؛ زادهٔ ۴ مارس ۱۹۵۷) بازیکن فوتبال اهل ایتالیا است.
از باشگاه‌هایی که در آن بازی کرده‌است می‌توان به باشگاه فوتبال اینتر میلان، باشگاه ورزشی لاتزیو، باشگاه فوتبال آسکولی، باشگاه فوتبال آنکونا، باشگاه فوتبال چزنا، باشگاه فوتبال آتالانتا، باشگاه فوتبال امپولی، و باشگاه فوتبال کومو اشاره کرد.